# 908 Buda
Buda (asteróide 908) é um asteróide da cintura principal com um diâmetro de 24,37 quilómetros, a 2,1073619 UA. Possui uma excentricidade de 0,1477156 e um período orbital de 1 420,13 dias (3,89 anos).
Buda tem uma velocidade orbital média de 18,94154777 km/s e uma inclinação de 13,40311º.
Esse asteróide foi descoberto em 30 de Novembro de 1918 por Max Wolf.